# أوريل لين
أوريل لين هو محامي ووكيل نيابة وشخصية أعمال وسياسي إسرائيلي، ولد في 2 أبريل 1935 في القدس في إسرائيل. نشط حزبياً في ليكود. وقد انتخب عضو الكنيست ‏ وقد انضم خلال فترته النيابية ‏ (21 نوفمبر 1988 – 13 يوليو 1992) للكتلة البرلمانية ليكود وانتخب عضو الكنيست ‏ وقد انضم خلال فترته النيابية ‏ (13 أغسطس 1984 – 21 نوفمبر 1988) للكتلة البرلمانية ليكود.